# Juscelino-Kubitschek-Brücke
Die Juscelino-Kubitschek-Brücke, auch Präsident-JK-Brücke oder JK-Brücke (portugiesisch: Ponte JK), ist eine Brücke über den Paranoá-See im Zentrum der brasilianischen Hauptstadt Brasília. Sie verbindet den südlichen Teil Lago Sul, São Sebastião und Paranoá mit dem Plano Piloto und der zentral verlaufenden Eixo Monumental.
Die Brücke ist benannt nach dem ehemaligen brasilianischen Präsidenten Juscelino Kubitschek de Oliveira, der in den 1950er Jahren Brasília als Hauptstadt anlegen ließ. In einem landesweit ausgeschriebenen Wettbewerb gewann im Dezember 1998 der Entwurf des Architekten Alexandre Chan. Die technische Ausführung übernahm Mário Vila Verde. Die Brücke erhielt 2003 den Preis für die beste Stahlkonstruktion der ABCEM, der brasilianischen Vereinigung der Stahlkonstrukteure. Der Architekt Chan erhielt für das Bauwerk im selben Jahr die Gustav-Lindenthal-Medaille der International Bridge Conference. Die drei zueinander versetzt angeordneten asymmetrischen Stahlbögen erheben sich an ihrem Scheitelpunkt 61 Meter über dem See. An ihnen ist die Fahrbahntrasse über Tragseile aufgehängt.
Die Brücke überführt in beide Richtungen eine dreispurige Schnellstraße und verfügt am Rand über einen Fußgänger- und Fahrradstreifen. Sie besitzt Feldweiten von 300 Meter, 300 Meter und 250 Meter.

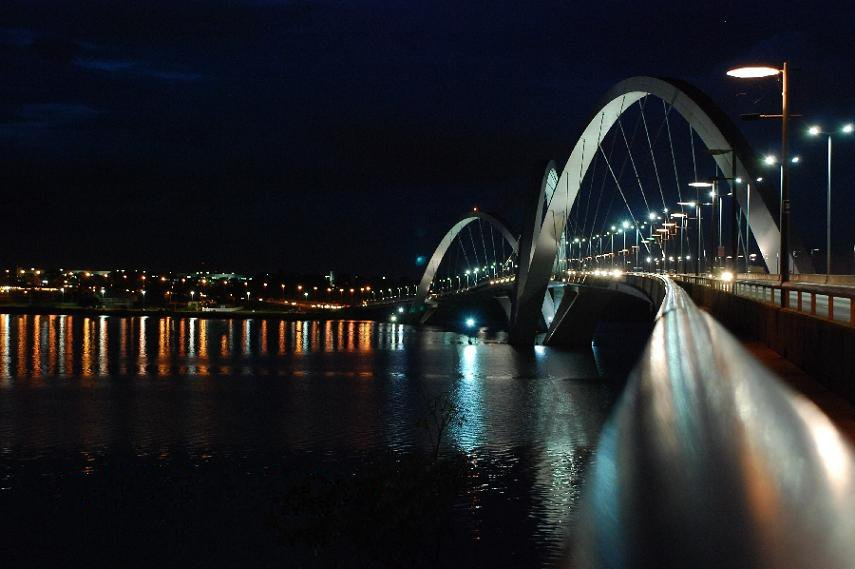
Juscelino-Kubitschek-Brücke bei Nacht